# تصفيات كأس العالم للسيدات 1995
شهدت عملية التصفيات المؤهلة إلى كأس العالم للسيدات 1995 مشاركة 54 فريقًا من اتحادات الاتحاد الدولي لكرة القدم الست في التنافس على 11 مقعدًا في نهائيات البطولة. تأهل منتخب السويد تلقائيًا كمستضيف. وقد توزعت المقاعد كما يلي:
- إفريقيا (الاتحاد الإفريقي لكرة القدم): مقعد واحد
- آسيا (الاتحاد الآسيوي لكرة القدم): مقعدان
- أوروبا (الاتحاد الأوروبي لكرة القدم): 5 مقاعد (تأهلت السويد تلقائيًا كمستضيفة)
- أمريكا الشمالية، أمريكا الوسطى، والكاريبي (كونكاكاف): مقعدان
- أوقيانوسيا (اتحاد أوقيانوسيا لكرة القدم): مقعد واحد
- أمريكا الجنوبية (كونميبول): مقعد واحد

شارك ما مجموعه 52 فريقًا في مباراة تأهيلية واحدة على الأقل. تم لعب 135 مباراة تأهيلية، وسُجل 655 هدفًا (بمعدل 4.85 هدف لكل مباراة).

## الفرق المتأهلة
تأهلت الفرق الـ12 التالية لكأس العالم للسيدات 1995:
| الفريق           | عدد المشاركات | سلسلة المشاركات | آخر مشاركة |
| ---------------- | ------------- | --------------- | ---------- |
| أستراليا         | الأولى        | 1               | —          |
| البرازيل         | الثانية       | 2               | 1991       |
| كندا             | الأولى        | 1               | —          |
| الصين            | الثانية       | 2               | 1991       |
| الدنمارك         | الثانية       | 2               | 1991       |
| إنجلترا          | الأولى        | 1               | —          |
| ألمانيا          | الثانية       | 2               | 1991       |
| اليابان          | الثانية       | 2               | 1991       |
| نيجيريا          | الثانية       | 2               | 1991       |
| النرويج          | الثانية       | 2               | 1991       |
| السويد (م)       | الثانية       | 2               | 1991       |
| الولايات المتحدة | الثانية       | 2               | 1991       |

(م) : تأهل تلقائيًا كمستضيف

## عمليات التصفيات حسب الاتحادات

### إفريقيا (الاتحاد الإفريقي لكرة القدم)
(8 فرق تتنافس على مقعد واحد)
المتأهل:  نيجيريا
تأهل الفريق الإفريقي الفائز ببطولة أفريقيا لكرة القدم للسيدات 1995، وهو منتخب نيجيريا، بعد فوزه على منتخب جنوب إفريقيا 11–2 في مجموع المبارتين النهائيتين.
الجولة النهائية
| الفريق الأول | إجم. | الفريق الثاني | مباراة الذهاب | مباراة الإياب |
| ------------ | ---- | ------------- | ------------- | ------------- |
| نيجيريا      | 11–2 | جنوب إفريقيا  | 4–1           | 7–1           |

| نيجيريا | 4–1 | جنوب إفريقيا |
| ------- | --- | ------------ |
|         |     |              |

| جنوب إفريقيا | 1–7 | نيجيريا |
| ------------ | --- | ------- |
|              |     |         |

تأهلت نيجيريا لكأس العالم.

### آسيا (الاتحاد الآسيوي لكرة القدم)
(4 فرق تتنافس على مقعدين)
المتأهلون:  الصين –  اليابان
تأهل الفريقان الآسيويان اللذان وصلا إلى نهائي مسابقة كرة القدم للسيدات في دورة الألعاب الآسيوية 1994. أقيمت البطولة في هيروشيما، اليابان من 3 إلى 12 أكتوبر بمشاركة 4 فرق.
| الفريق         | النقاط | ل | ف | ت | خ | له | عليه | فرق |
| -------------- | ------ | - | - | - | - | -- | ---- | --- |
| اليابان        | 7      | 3 | 2 | 1 | 0 | 9  | 1    | 8   |
| الصين          | 7      | 3 | 2 | 1 | 0 | 8  | 1    | 7   |
| تايبيه الصينية | 3      | 3 | 1 | 0 | 2 | 2  | 8    | -6  |
| كوريا الجنوبية | 0      | 3 | 0 | 0 | 3 | 0  | 9    | -9  |

| اليابان | 0–2 | الصين                         |
| ------- | --- | ----------------------------- |
|         |     | تشين يوفينغ 21' · سون وين 47' |

تأهلت الصين واليابان لكأس العالم.

### أوروبا (يويفا)
(30 فريقًا يتنافسون على 4 مقاعد، مع تأهل السويد تلقائيًا كمستضيفة)
المتأهلون:  السويد –  إنجلترا –  ألمانيا –  النرويج –  الدنمارك
عملت النسخة الثالثة من بطولة أمم أوروبا للسيدات كبطولة تأهيلية ليويفا لكأس العالم. تأهلت الفرق الأربعة التي وصلت إلى نصف النهائي - السويد (مستضيفة)، إنجلترا، ألمانيا، النرويج - بالإضافة إلى أفضل خاسر في ربع النهائي (الدنمارك).
مباريات خروج المغلوب
|  | نصف النهائي | نصف النهائي | نصف النهائي | نصف النهائي | نصف النهائي |   |         | النهائي | النهائي | النهائي | النهائي | النهائي |  |
|  |             |             |             |             |             |   |         |         |         |         |         |         |  |
|  | إنجلترا     | إنجلترا     | 1           | 1           | 2           |   |         |         |         |         |         |         |  |
|  | إنجلترا     | إنجلترا     | 1           | 1           | 2           |   |         |         |         |         |         |         |  |
|  | ألمانيا     | ألمانيا     | 4           | 2           | 6           |   |         |         |         |         |         |         |  |
|  | ألمانيا     | ألمانيا     | 4           | 2           | 6           |   | ألمانيا | ألمانيا | 3       | —1      | 3       |         |  |
|  |             |             |             |             |             |   | ألمانيا | ألمانيا | 3       | —1      | 3       |         |  |
|  |             |             | السويد      | السويد      | 2           | — | 2       |         |         |         |         |         |  |
|  | النرويج     | النرويج     | السويد      | السويد      | 2           | — | 2       | 4       | 1       | 5       |         |         |  |
|  | النرويج     | النرويج     |             |             |             |   |         |         |         | 5       |         |         |  |
|  | السويد      | السويد      | 3           | 4           | 7           |   |         |         |         |         |         |         |  |

- 1 لم تُلعب مباراة الذهاب.

النهائي
| ألمانيا                                        | 3–2 | السويد                      |
| ---------------------------------------------- | --- | --------------------------- |
| ماينيرت 33' بريجيت برينتس 64' بتينا ويغمان 85' |     | مالين أندرسون 6' أندلين 89' |

تأهلت إنجلترا، ألمانيا، النرويج، والدنمارك. تأهلت السويد تلقائيًا كمستضيفة.

### أمريكا الشمالية والوسطى والكاريبي (كونكاكاف)
(5 فرق تتنافس على مقعدين)
المتأهلون:  الولايات المتحدة –  كندا
حددت بطولة الكونكاكاف للسيدات 1994 المتأهلين من كونكاكاف، حيث تأهل المتصدر منتخب الولايات المتحدة والوصيف منتخب كندا. أقيمت البطولة في مونتريال، كندا بين 13 و21 أغسطس 1994.
الترتيب النهائي
| الفريق           | النقاط | ل | ف | ت | خ | له | عليه |
| ---------------- | ------ | - | - | - | - | -- | ---- |
| الولايات المتحدة | 12     | 4 | 4 | 0 | 0 | 36 | 1    |
| كندا             | 9      | 4 | 3 | 0 | 1 | 18 | 6    |
| المكسيك          | 4      | 4 | 1 | 1 | 2 | 6  | 19   |
| ترينيداد وتوباغو | 4      | 4 | 1 | 1 | 2 | 6  | 20   |
| جامايكا          | 0      | 4 | 0 | 0 | 4 | 2  | 22   |

تأهلت الولايات المتحدة وكندا لكأس العالم.

### أوقيانوسيا (اتحاد أوقيانوسيا لكرة القدم)
المتأهل:  أستراليا
كان اتحاد أوقيانوسيا لكرة القدم الاتحاد الوحيد من بين اتحادات الاتحاد الدولي لكرة القدم الست الذي أقام بطولة تأهيلية مخصصة.
شارك ثلاثة فرق فقط في البطولة التي أقيمت في بابوا غينيا الجديدة بين 14 و20 أكتوبر 1994: منتخب أستراليا، منتخب نيوزيلندا لكرة القدم للسيدات، ومنتخب بابوا غينيا الجديدة. لُعبت المباريات بنظام دورة روبن، حيث لعب كل فريق مباراتين ضد كل منافس، وتأهل الفريق الذي احتل المركز الأول.

### أمريكا الجنوبية (كونميبول)
المتأهل:  البرازيل
حددت النسخة الثانية من كوبا أمريكا فمنينا (بطولة أمريكا الجنوبية للسيدات) في 1995 المتأهل من اتحاد كونميبول. فاز منتخب البرازيل بالبطولة.
الترتيب النهائي
| الفريق    | النقاط | ل | ف | ت | خ | له | عليه |
| --------- | ------ | - | - | - | - | -- | ---- |
| البرازيل  | 12     | 4 | 4 | 0 | 0 | 42 | 1    |
| الأرجنتين | 9      | 4 | 3 | 0 | 1 | 18 | 9    |
| تشيلي     | 4      | 4 | 1 | 1 | 2 | 14 | 9    |
| الإكوادور | 4      | 4 | 1 | 1 | 2 | 9  | 21   |
| بوليفيا   | 0      | 4 | 0 | 0 | 4 | 1  | 44   |

النهائي
| البرازيل | 2–0 | الأرجنتين |
| -------- | --- | --------- |
|          |     |           |

تأهلت البرازيل لكأس العالم.

## وصلات خارجية
- الجداول والنتائج على RSSSF.com